# Barnim IV de Poméranie
Pour les articles homonymes, voir Barnim.
Barnim IV de Poméranie, connu aussi sous le nom de Barnim IV le Bon (en polonais Barnim IV Dobry) est né vers 1325 et est décédé le 22 août 1365. Il est duc de Poméranie (duché de Wolgast). Le surnom de Barnim le Bon lui est déjà donné dans Genealogia bukowska qui date du XIVe siècle.  

## Biographie
Barnim IV est le fils de Warcisław IV de Poméranie et d’Élizabeth de Silésie. Il est le frère cadet de Boguslaw V et le frère aîné de Warcislaw V. Il règne conjointement avec ses frères et Bogusław V lui confie Rügen. 
Le 24 février 1343 à Poznań, Barnim IV et ses deux frères concluent une alliance avec Casimir III le Grand contre les Teutoniques. En cas de guerre entre la Pologne et les Chevaliers teutoniques, les ducs poméraniens s’engagent à fournir 400 combattants à la Pologne et à empêcher le passage par leur territoire de chevaliers venant de l’ouest de l’Europe pour soutenir les Teutoniques. 

## Union et postérité
Barnim s’est marié en 1343 avec Sophie de Mecklembourg, fille de Jean II de Mecklembourg-Werle-Güstrow qui lui a donné deux fils 
- Warcislaw VI
- Boguslaw VI
- et une fille Élizabeth, épouse de Magnus Ier de Mecklembourg.